# Габор Матрай
Габор Матрай (угор. Mátray Gábor; 23 листопада 1797, Надьката — 17 липня 1875, Будапешт) — угорський бібліотекарь і композитор.
Матрай був бібліотекарем Угорського національного музею в Будапешті з 1847 по 1874 рік. Він відзначився як колекціонер і записувач угорських народних пісень, а також їх мелодій, і як засновник Музичної консерваторії в Будапешті (1840).